# Kettes számú kanadai katonai temető
A Kettes számú kanadai katonai temető (Canadian Cemetery No.2) egy első világháborús nemzetközösségi sírkert a franciaországi Neuville-Saint-Vaast közelében.
A temetőt a kanadai hadsereg alapította, miután sikeresen megrohamozta a Vimy-gerincet 1917. április 9-én. Az első halottak ennek a támadásnak az elesettjei közül kerültek ki. Később számos katona földi maradványait szállították át a közeli csatamezőkről. A temető 10 869 négyzetméteres, alacsony kőfal veszi körbe. A sírkertben 2966 katona nyugszik. Közülük 820-at sikerült azonosítani: 467 kanadait, 342 britet, hat ausztrált, négy új-zélandit és egy indiait. A temetőt Sir Reginald Blomfield és Noel Ackroyd Rew tervezte. A sírkert a vimyi kanadai nemzeti emlékpark (Canadian National Vimy Memorial Park) része.
Neuville-Saint-Vaast környékén több első világháborús katonai temető van: a kanadai sírkerttől nagyjából 4,5 kilométerre délre található a neuville-saint-vaast-i német katonai temető és mintegy 4 kilométerre délre a La Targette brit katonai sírkert.
2023 óta az első világháború temetői és emlékhelyei részeként a világörökséghez tartozik.

## Történelmi háttér
A stratégiai fontosságú Vimy-gerinc a háború elején, 1914 októberében került a németek kezébe annak az ütközetsorozatnak a részeként, amelynek során a szemben álló felek megpróbálták átkarolni egymást a tenger felől. A francia hadsereg többször is megpróbálta visszahódítani a magaslatot, de a százezres veszteség ellenére sem sikerült. 1916. februárban a 17. Brit Expedíciós Hadtest váltotta a franciákat. Októberben a kanadai hadtest négy hadosztálya vette át a britek helyét. 1917. áprilisban 9-én, öt hónap előkészület után a négy kanadai hadosztály támadásba lendült, és elfoglalta a magaslatot. A csatában tízezer embert veszítettek, közülük 3600 meghalt. Ez volt a kanadaiak legvéresebb ütközete az első világháborúban.